# O Ônibus (peça)
O Ônibus é uma peça teatral em dois atos escrita por Miguel M. Abrahão em 1978 e publicada, pela primeira vez, em 1982 no Brasil

## Sinopse
Durante uma viagem rotineira em um ônibus urbano, Jules, um desempregado, termina por envolver-se em situações hilárias e inacreditáveis com os tipos mais comuns de passageiros. Nelas todas acaba por arrumar problemas que o impedirão de chegar ao seu destino final: uma entrevista que permitirá a ele obter trabalho e carteira assinada. Entre os passageiros estão personagens bem delineados e prosaicos do dia-a-dia como a idosa e obesa, a administradora carente, o bêbado ou mesmo a crente fervorosa. Para piorar sua situação, a mulher e a sogra tomam o mesmo veiculo que Jules, criando conflitos mais hilariantes, sempre tendo como contraponto a figura do trocador que apresenta soluções para todos os problemas, gerando situações ainda mais peculiares, e emite frases pseudo-filosóficas: Pobre acredita em tudo, irmão! A única riqueza que pobre tem é a crença…
Em busca de uma linguagem comum, o autor extravasa por todo o texto a cultura da irreverência do populacho brasileiro. Conjuntamente com Hospí(cio)tal e O Descasamento, outras peças do autor, o texto pode ser qualificado como um precursor na dramaturgia brasileira do gênero Besteirol
, muito popular nos anos 80 e 90.